# Maxillarieae
Maxillarieae  là một tông thực vật lớn trong họ Lan, xuất hiện chủ yếu ở Nam và Trung Mỹ. Tông này chứa khoảng 70 đến 80 chi, với hơn 1.000 loài. Chi điển hình của tông này là chi Maxillaria.

## Phân loại
- Phân tông Corallorhizinae: 
  - Chi: Aplectrum, Corallorrhiza
- Phân tông Zygopetalinae: 
  - Liên minh Warrea
    - Chi: Otostylis, Warrea

  - Liên minh Zygopetalum
    - Chi: Acacallis, Aganisia, Batemannia, Pescatoria, Cheiradenia, Chondrorhyncha, Cochleanthes, Colax, Pabstia, Promenaea, Zygopetalum

  - Liên minh Bollea
    - Chi: Bollea, Chondrorhyncha, Cochleanthes, Huntleya, Kefersteinia, Pescatoria, Stenia

  - Liên minh Vargasiella
    - Chi: Vargasiella

  - Nhóm Zygopetalinae
    - Chi: Benzingia, Chaubardia, Chaubardiella, Dodsonia, Galeottia, Hoehneella, Koellensteinia, Neogardneria, Paradisanthus, Scuticaria, Warreella, Warreopsis, Zygosepalum

  - Liên minh Hybrids (Nothogenerics)
    - Chi: Aitkenara, Bateostylis, Bollopetalum, Chondrobollea, Cochella, Cochlecaste, Cochlenia, Downsara, Durutyara, Hamelwellsara, Huntleanthes, Kanzerara, Keferanthes, Lancebirkara, Otocolax, Otonisia, Palmerara, Rotorara, Zygocaste, Zygolum, Zygonisia, Zygostylis
- Phân tông Bifrenariinae: thin and pleated leaves.
  - Chi: Bifrenaria, Xylobium
- Phân tông Lycastinae: thin and pleated leaves.
  - Chi: Anguloa, Bifrenaria, Lycaste, Neomoorea, Rudolfiella, Sudamerlycaste Teuscheria, Xylobium
- Phân tông Stanhopeinae:
  - Chi: Acineta, Archivea, Braemia, Cirrhaea, Coryanthes, Embreea, Gongora, Horichia, Houlletia, Jennyella, Kegeliella, Lacaena, Lueddemannia, Paphinia, Polycycnis, Schlimmia, Sievekingia, Soterosanthus, Stanhopea, Trevoria, Vasqueziella
- Phân tông Coeliopsidinae:
  - Chi: Coeliopsis, Lycomormium, Peristeria
- Phân tông Maxillariinae: 
  - Chi: Chrysocycnis, Cyrtidium, Maxillaria, Mormolyca, Pityphyllum, Scuticaria, Sepalosaccus, Trigonidium
- Phân tông Dichaeinae
  - Chi: Dichaea
- Phân tông Telipogoninae
  - Chi: Telipogon, Trichoceros
- Phân tông Ornithocephalinae
  - Chi: Ornithocephalus, Zygostates

## Tham khảo

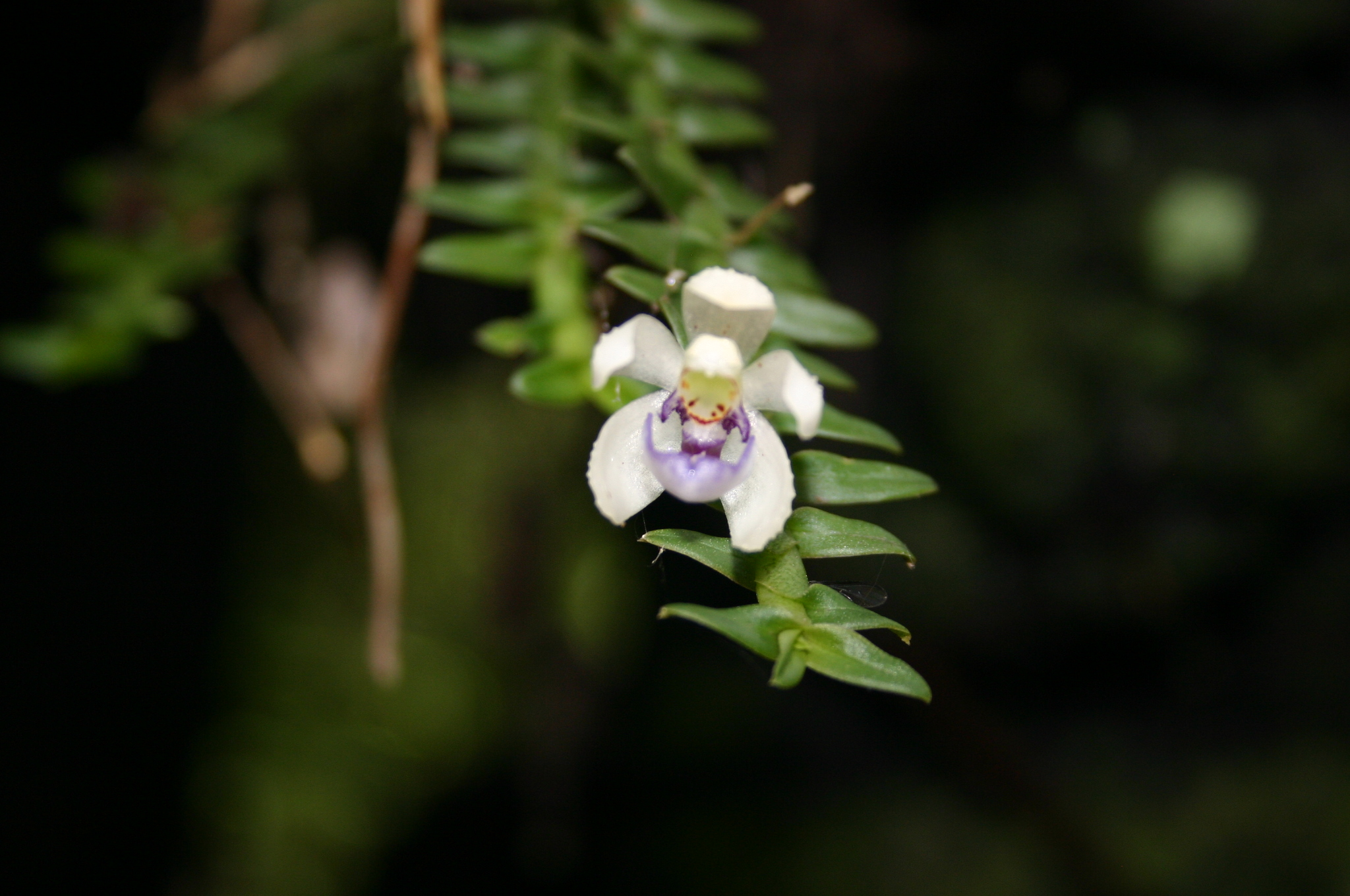
Dichaea squarrosa in Chiapas, Mexico